# Pinalia elata
Pinalia elata é uma espécie de orquídea (Orchidaceae) do Sudeste Asiático.